# Trélex
Trélex je obec na jihozápadě Švýcarska v okrese Nyon v kantonu Vaud. Žije zde přibližně 1 400 obyvatel.

## Geografie
Trélex leží v nadmořské výšce 508 m, vzdušnou čarou 4,5 km severně od okresního města Nyon. Obec se rozkládá na jižním úpatí Jury, na svahu, který se mírně svažuje k jihovýchodu, v panoramatické poloze asi 130 metrů nad hladinou Ženevského jezera.
Území obce o rozloze 5,7 km² zahrnuje část na jižním úpatí Jury. Území obce se rozkládá od roviny na úpatí Jury na severozápadě přes svah Trélex až k lesní oblasti Bois de Trélex na východním svahu La Dôle. Zde se nachází nejvyšší bod obce ve výšce 760 m n. m. V tomto místě se nachází i nejvyšší bod obce. Západní hranici tvoří převážně hlavní silnice z Nyonu do Saint-Cergue, zatímco východní hranice vede údolím Colline. V roce 1997 tvořila zastavěná plocha 14 % rozlohy obce, lesy a lesní plochy 33 % a zemědělství 53 %.
Sousedními obcemi jsou Nyon, Duillier, Givrins, Saint-Cergue, Gingins a Grens.

## Historie

Oblast Trélex na snímku z roku 1924

Archeologické vykopávky odhalily, že na místě dnešní obce stála již ve starověku římská villa. Na severním okraji obce jsou dosud patrné zbytky římské hradební zdi. První písemná zmínka o obci pochází z roku 1145 pod názvem Trailai, v roce 1296 se objevuje název Trelai (což znamená „za lesem“). Ve středověku patřil Trélex k panství Gingins a kostel ve vsi spadal pod jurisdikci cisterciáckého opatství Bonmont. Po dobytí Vaudu Bernem v roce 1536 přešla vesnice pod správu panství Nyon. Po pádu Staré konfederace patřil Trélex v letech 1798–1803 v období helvétského soustátí ke kantonu Léman, který byl poté po vstupu v platnost Ústavy o zprostředkování sloučen s kantonem Vaud. V roce 1798 byl přiřazen k okresu Nyon.
Trélex měl až do konce 19. století mimořádný význam, protože byl poslední poštovní stanicí před jurským průsmykem Col de la Givrine (u Saint-Cergue) na cestě z Nyonu do Paříže (která existovala již v dávných dobách). V Trélex museli být k dostavníkům zapřaženi další koně, aby mohli překonat strmé stoupání. Tato cestovní trasa byla velmi frekventovaná a dokonce i Johann Wolfgang von Goethe, jak napsal ve svých Dopisech ze Švýcarska 27. října 1779, projížděl obcí na této trase ze Saint-Cergue do Nyonu, čímž se stal pravděpodobně nejvýznamnějším návštěvníkem Trélex.

## Obyvatelstvo
| Rok            | 1764 | 1850 | 1900 | 1910 | 1930 | 1950 | 1960 | 1970 | 1980 | 1990 | 2000 |
| Počet obyvatel | 199  | 320  | 305  | 294  | 311  | 300  | 301  | 402  | 711  | 870  | 1113 |

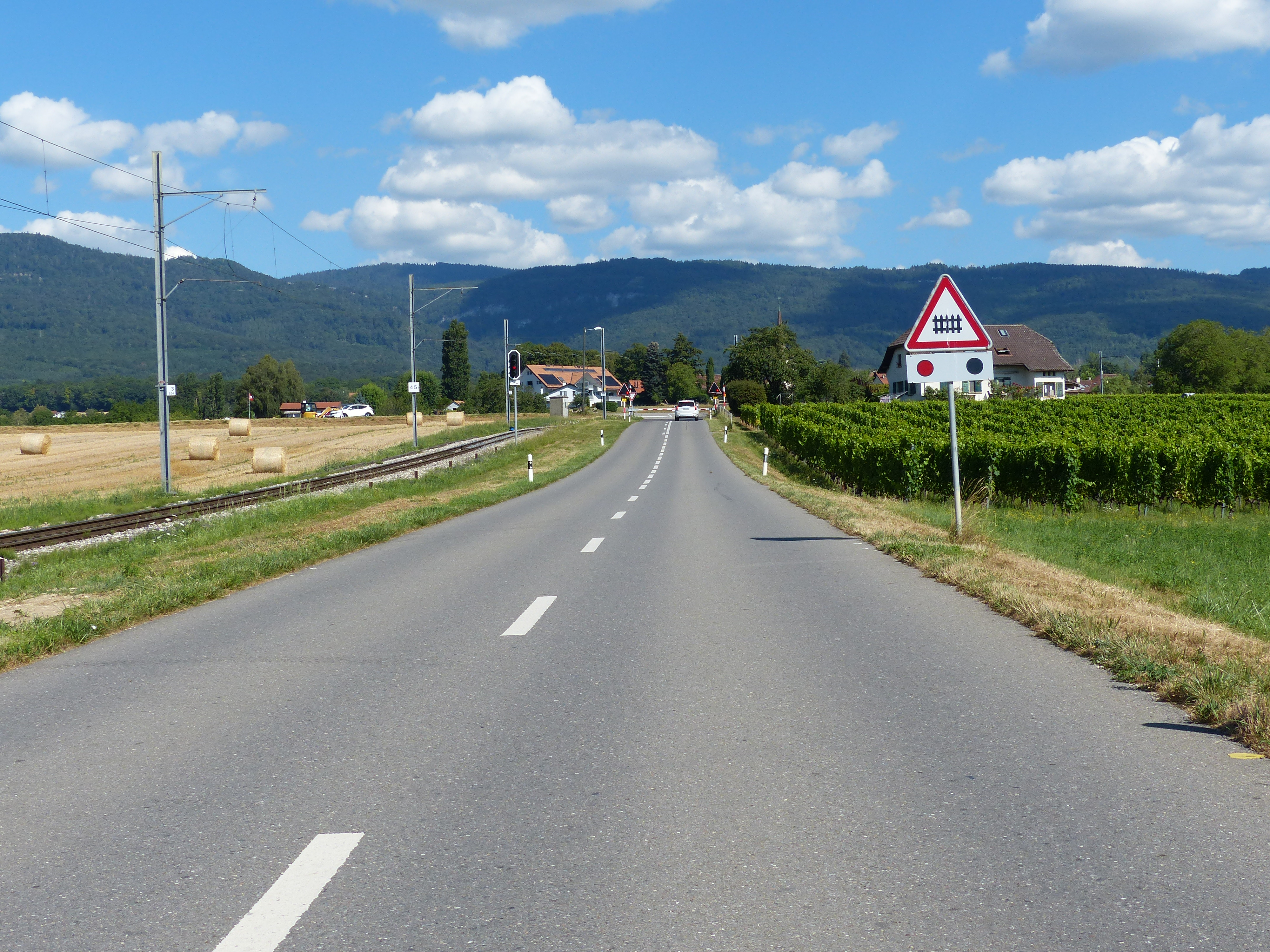
Krajina v okolí obce

Z celkového počtu obyvatel je 80,0 % francouzsky mluvících, 8,6 % německy mluvících a 8,4 % anglicky mluvících (stav v roce 2000). V roce 1900 žilo v Trélex celkem 305 obyvatel. Po roce 1960 (301 obyvatel) začal počet obyvatel rychle růst a během 40 let se zčtyřnásobil.

## Hospodářství
Až do poloviny 20. století byla obec Trélex charakteristická především zemědělstvím. Pod obcí se nacházejí dvě malé vinařské oblasti (pěstuje se zde především odrůda chrupka bílá), jinak se zemědělství díky úrodné půdě zaměřuje na ornou půdu. Další pracovní příležitosti jsou k dispozici v místním průmyslu a ve službách. V posledních desetiletích se obec díky své atraktivní poloze rozvinula v rezidenční obec. Mnoho pracujících dojíždí za prací především do Nyonu a Ženevy.

## Doprava

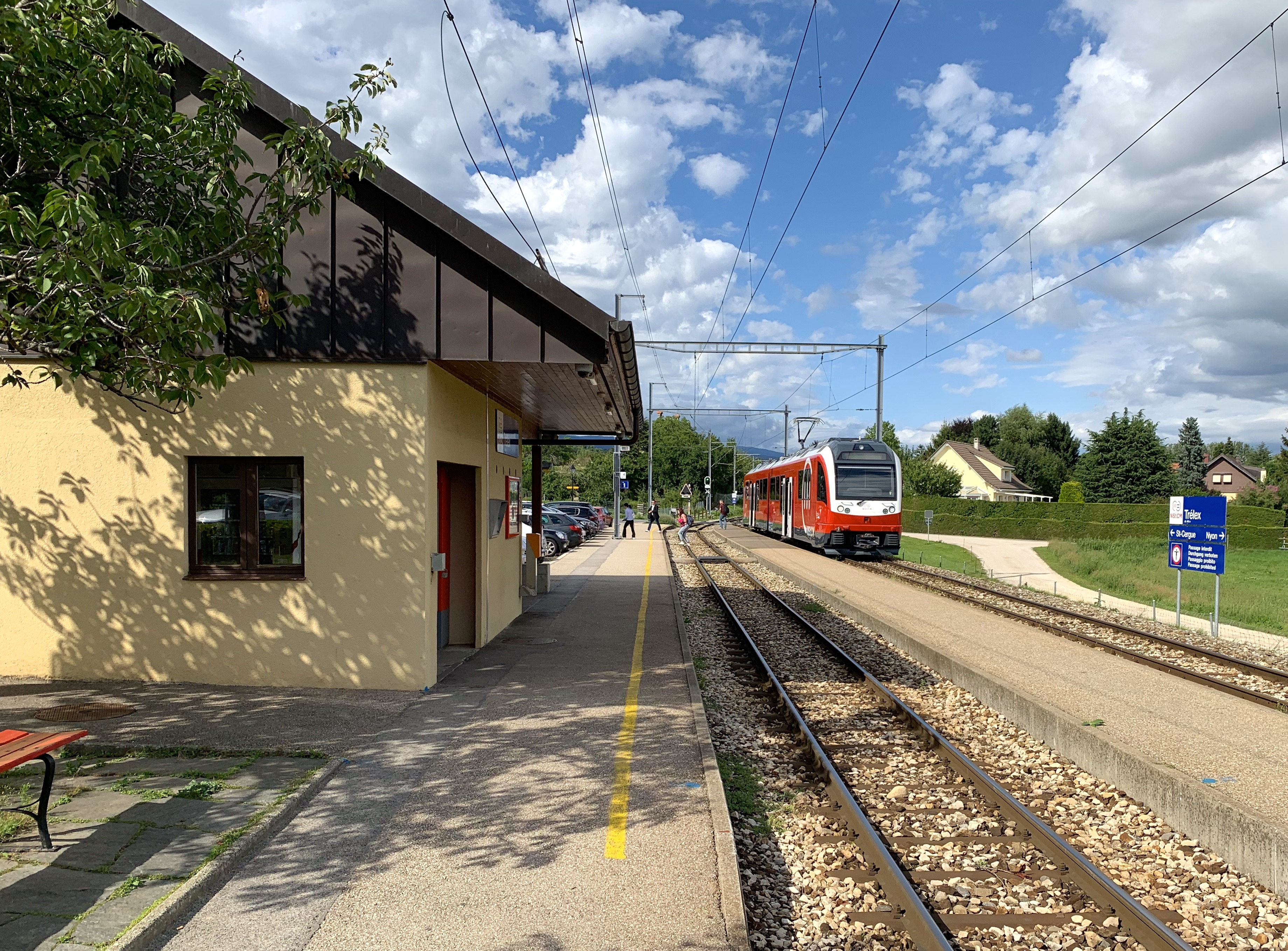
Osobní vlak ve stanici Trélex

Přestože se obec nachází mimo hlavní dopravní tepny, má dobré dopravní spojení. Dálniční křižovatka Nyon na dálnici A1 (Ženeva–Lausanne) je od obce vzdálena asi 3 km. Dne 12. července 1916 byla otevřena úzkorozchodná železnice z Nyonu do Saint-Cergue se stanicí v Trélex.

## Osobnosti
- Gianni Infantino (* 1970), fotbalový funkcionář[4]
- Gaël Monfils (* 1986), francouzský tenista